# Złoty kodeks pułtuski
Złoty kodeks pułtuski (łac. Codex aureus pultoviensi) – XI-wieczny iluminowany kodeks, będący przykładem czeskiej (praskiej lub sezawskiej) szkoły iluminatorsko-pismienniczej, powstałej pod wpływem szkoły malarstwa miniaturowego w Ratyzbonie.
Kodeks należy do jednego z późniejszych polskich zabytków średniowiecznych pismiennictwa łacińskiego. Powstał około 1080 roku, prawdopodobnie w Ratyzbonie lub w opactwie w Niederalteich. Nazywany jest również Ewangeliarzem płockim, gdyż stanowił własność katedry płockiej, której przekazała go Judyta czeska, pierwsza żona księcia Władysława Hermana.
Kodeks, spisany na pergaminie, składa się ze 171 kart. Jego wymiary wynoszą 35×25 cm. Kodeks pisany jest in folio złotymi literami na purpurowym tle pismem majuskulnym, kapitałą romańską. Posiada system skrótów i ligatur. Złote litery zostały obramowane podwójnym konturem.
Dekorację kodeksu stanowi 17 miniatur cało- i półstronicowych, stylizowane litery (Q, L, I), liczne drobne inicjały ornamentalne, ozdobne ramki w formie listew z motywami palmet, bordiury.
Oprawa kodeksu nie zachowała się. Oprawiony został ponownie w XIX wieku dzięki fundacji księcia Władysława Czartoryskiego. Oprawę skomponowano około 1878. Składa się z desek pokrytych aksamitem i obitych blachą, ozdobionych gemmami antycznymi, perłami, szklanymi kaboszonami oraz figurkami metalowymi wykonanymi w Limoges.
Kodeks przechowywany jest w zbiorach Biblioteki Książąt Czartoryskich z sygnaturą 1207 V Rkps. Kopia cyfrowa dostępna jest w bibliotece Polona